# Clopton Havers

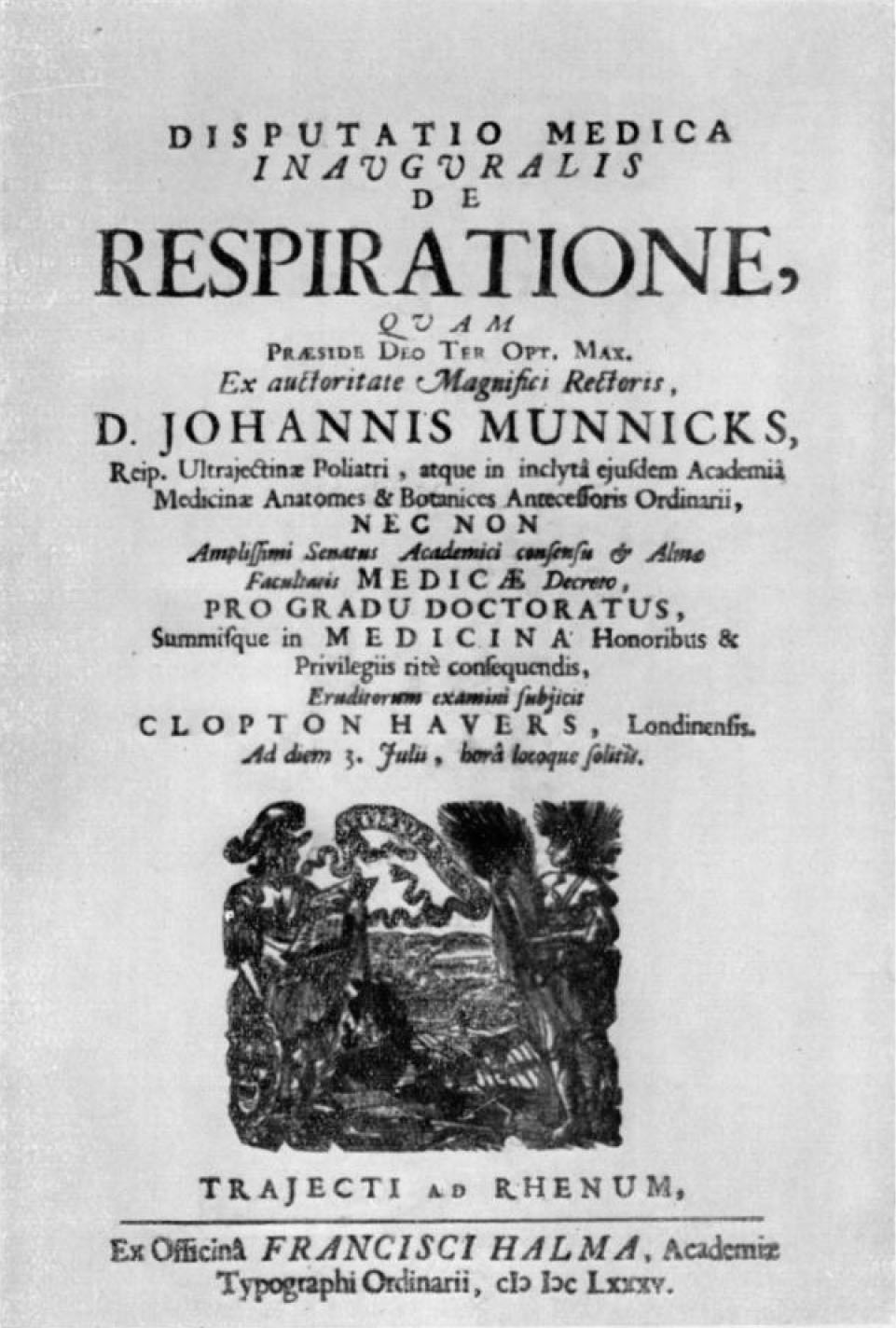
Dissertation de Clopton Havers (De Respiratione)

Clopton Havers (né à Stambourne, Essex 1657 - 1702) est un médecin anglais, pionnier dans la recherche des microstructures des os. Il est probablement le premier à avoir observé et très certainement le premier à décrire les canaux d'Havers et les fibres de Sharpey.

## Œuvre
- Havers, Clopton 1691 Osteologia nova, or some new Observations of the Bones, and the Parts belonging to them, with the manner of their Accretion and Nutrition.